# Primula obconica
Primula obconica — багаторічна трав'яниста рослина, вид роду Первоцвіт родини Первоцвіті.
У дикому вигляді зустрічається у Китаї.
Популярна садова рослина. Виведено безліч сортів, що відрізняються забарвленням віночка та іншими характеристиками. Сорти "Libre Magenta" та "Libre White", були відзначені нагородами Королівського садівничого товариства (Велика Британія).
Може спричиняти алергічний контактний дерматит. Сенсибілізатором міститься переважно в листі першоцвіту прімін.

## Ботанічний опис
Багаторічна трав'яниста рослина, що досягає заввишки від 5 до 20 (рідко до 25) сантиметрів.
Листя, що росте в базальній розетці, складаються зі стебла довжиною від 1,5 до 14 см з білими або жовто-коричневими багатоклітинними волосками та листової пластинки. Листова пластинка проста, від округлої до еліптичної або подовженої форми довжиною від 3 до 14 сантиметрів та шириною від 2,5 до 11 сантиметрів. З нижнього боку він голий або рідколистий, особливо вздовж жилок листа; з верхнього боку голий, коротко опущений або з короткими дрібними волосками. Основа лопаті серцеподібна або іноді округла; краї листа майже цілісні, вигнуті або лопатеві; верхівка лопаті округла.
Стебла суцвіть, покриті білими або жовто-коричневими багатоклітинними волосками, можуть бути коротшими або довшими за розетку листя і несуть парасолькоподібні суцвіття з 2-13 квітками. Приквітки довжиною від 3 до 10 мм мають лінійну або лінійно-ланцетну форму. Квіткові стебла завдовжки від 5 до 20 мм покриті пухнастими волосками. Гермафродитні, радіально симетричні та п'ятипелюсткові квітки можуть мати різні стилі або товкачі однакової довжини. У квітках тичинки знаходяться близько до основи трубки віночка; маточка майже досягає горла віночка . У квітках тичинки досягають середини трубки; стиль завдовжки 2-2,5 мм. У гомо-стильних, рівно-листяних квітках з тичинками, що досягають верхівки трубки віночка, стиль досягає тичинок. Зрослі листя, чашоподібні або широко-дзвоні, коротко опущені або коротковолокнисті, складаються з п'яти чашолистків, вільних до 1/4 — 1/3 довжини чашки; зубці філіжанки широко трикутні, пухирчасті, кінчики філіжанки загострені з водно-видільними залозками. П'ять пелюсток від рожевого до рожево-лавандового, рідко білого кольору, зливаються і утворюють трубку віночка, яка приблизно вдвічі довша за чашку; край віночка становить 1,5-2,5 см у діаметрі; пелюстки віночка широко-яйцеподібні та облямовані на верхівці.
Число хромосом 2n = 22 чи 62.